# パンチェン・ラマ6世
パンチェン・ラマ6世、ロサンペルテンイェーシェー師（1738年 - 1780年）は、第6代のパンチェン・ラマである。

## 生い立ち
清帝国チベット出身。チベット人。

### パンチェン・ラマ
著書に「シャンバラへの道案内書」があり、翻訳されてヨーロッパに紹介された。
清朝の招聘を受けて1779年に北京を訪れて清帝国の乾隆帝と謁見した。冊封を受けて清朝のチベットに対する宗主権を認めたとともに、乾隆帝にチベット仏教の戒を授けた。しかしながら、間もなく天然痘を発病し、1780年に北京で入寂した。

## 2人の兄弟
1780年のパンチェン・ラマ6世の死去後、その2人の兄弟で会計係のドゥンパ・リンポチェとシャマルパ10世が相対立するようになった。彼らは、タシルンポ寺の財産およびパンチェン・ラマが受け取った捧げものに対する遺産相続を求めた。